# Kresniški Vrh
Kresniški Vrh este o localitate din comuna Litija, Slovenia, cu o populație de 190 de locuitori.